# Reutilització
La reutilització és l'acció de tornar a utilitzar els béns o productes. La utilitat pot venir per a l'usuari mitjançant una acció de millora o restauració, o sense modificar el producte si és útil per a un nou usuari. En una visió ecologista del món, la reutilització és el segon pas en l'acció de disminució de residus, el primer és la reducció, el tercer i últim pas és reciclar. En contribuir a la reducció de producció de nous béns que demandin recursos naturals i energia, la reutilització contribuïx a millorar el medi ambient. Reutilitzar és donar nou ús, a un bé o producte. Així, l'oli usat es pot reutilitzar per a convertir-lo en biodièsel, per a ser utilitzat per qualsevol vehicle amb motor de gasoil.